# Collendina iterala
Collendina iterala är en insektsart som beskrevs av Otte, D. och R.D. Alexander 1983. Collendina iterala ingår i släktet Collendina och familjen Mogoplistidae. Inga underarter finns listade i Catalogue of Life.